# Королевская жеста
Королевская жеста (фр. Geste du roi) — один из трёх основных циклов chansons de geste, сгруппированный вокруг фигуры Карла Великого. Центральное место в цикле принадлежит «Песне о Роланде», наиболее раннему и наиболее значительному памятнику французского героического эпоса.
Впервые жеста исследована Леоном Готье, который определил её структуру и состав.

## Состав
(в порядке эпической хронологии):
рождение Карла
- Берта Большеногая

детство Карла
- Майнет
- Карлето (франко-итальянская поэма)

война в Италии
- Подвиги Ожье Датчанина
- Разорение Рима

детство и юность Роланда
- Берта и Милон
- Роландин
- Песнь об Аспремонте
- Жирар де Вьенн

Карл на Ближнем Востоке
- Паломничество Карла Великого

завоевание Бретани
- Аквин

обращённые сарацины
- Фьерабрас
- Отинель

испанские походы
- Вступление в Испанию
- Взятие Памплоны
- Ги Бургундский
- Песнь о Роланде
- Гейдон
- Ансеис Картахенский

отдельные эпизоды
- Песнь о саксах (о войне с саксами)
- Макер (о молодой жене Карла Сибилле)

смерть Карла
- Коронование Людовика